# Ictinogomphus tenax
Ictinogomphus tenax – gatunek ważki z rodziny gadziogłówkowatych (Gomphidae).